# Szaniec (województwo świętokrzyskie)
Szaniec – wieś w Polsce, położona w województwie świętokrzyskim, w powiecie buskim, w gminie Busko-Zdrój, Leży około 6 km od Buska-Zdroju.
Do 1954 istniała gmina Szaniec. W latach 1975–1998 miejscowość położona była w województwie kieleckim.
Przez wieś przechodzi  zielony szlak turystyczny z Wiślicy do Grochowisk.
W okolicy Szańca znajdują się złoża gipsu i piaskowca.

## Integralne części wsi
| SIMC    | Nazwa        | Rodzaj    |
| ------- | ------------ | --------- |
| 0232911 | Antonin      | część wsi |
| 0232934 | Klin         | część wsi |
| 0232940 | Kurzejów     | część wsi |
| 0232957 | Pod Plebanią | część wsi |
| 0232963 | Wymysłów     | część wsi |

## Historia wsi Szaniec

### Szaniec

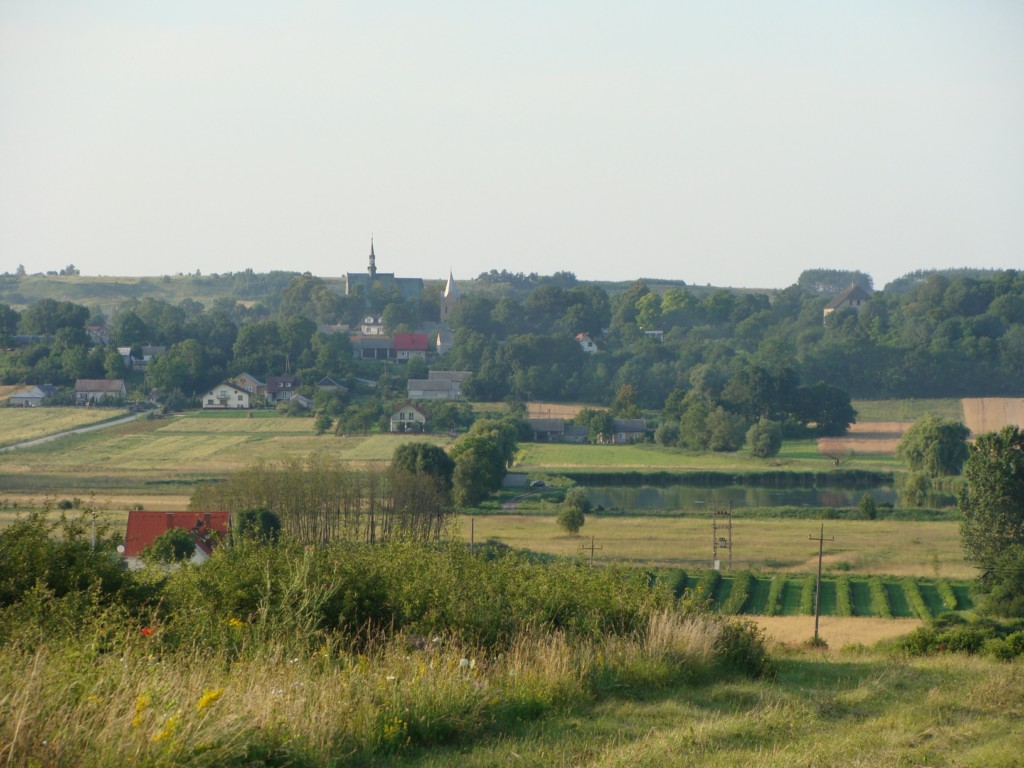
Panorama Szańca

Pierwsza wzmianka źródłowa o Szańcu pochodzi z 1229 zamieszczona w „Zbiorze dyplomatów klasztoru mogilskiego”. W czasie badań archeologicznych prowadzonych przez S. Kowalewskiego na terenie wsi znalezione zostały dwa przęśliki nieregularnego kształtu, jeden wykonany z piaskowca, drugi z różowego łupku wołyńskiego pochodzące prawdopodobnie z X–XI w. Prawdopodobnie pierwszymi właścicielami Szańca był ród Odrowążów.
W połowie XIX wieku pojawiła się informacja, że w Szańcu istniał zbór braci polskich, jednak opis kościoła i parafii w Szańcu dokonany w 1664 roku przez kurię krakowską, jak również akta synodów różnowierczych zdecydowanie zaprzeczają tej tezie.
W XVI w. Szaniec należał do rodziny Padniewskich. Następnie jego właścicielami byli Piaseccy i Myszkowscy. Ostatni z Myszkowskich, Józef Władysław, w 1726 r. założył w pobliskich lasach klasztor kamedułów z drewnianym kościółkiem (tam zresztą go pochowano), który jednak nie dotrwał prawdopodobnie nawet do końca XVIII w.
W 1727 roku wraz z całą ordynacją pińczowską przeszedł w ręce Wielopolskich, a po jej zmniejszeniu Szaniec sprzedano rodzinie Olrychów (w I poł. XIX w. właścicielem Szańca był znany warszawski prawnik Jan Olrych Szaniecki).
Od 1698 istniał we wsi przytułek i dom starców dla 6 osób zwany wówczas szpitalem. Mieścił się w budynku drewnianym a jego fundatorem był wojewoda sandomierski Stefan Bidziński (zm. 1704). Po pożarze w 1839, budynek został odbudowany. Pod opieką i nadzorem gminy szpital funkcjonował prawdopodobnie do przełomu XIX/XX w.
W 1827 wieś liczyła 81 domów i 610 mieszkańców. Lata 1846-1864 to okres nasilenia walki mieszkańców wsi Szaniec z przywilejami dworu i kościoła. W 1853 mieszkańcy dóbr Szaniec wystosowali petycje do władz centralnych Królestwa Polskiego, skarżąc się na właściciela wsi o nadmierne wymagania pańszczyzny i stosowanie przemocy fizycznej. W związku z nikłą pomocą władz mieszkańcy w proteście przestali odrabiać pańszczyznę. Z kolei w 1861 nie wpłacili okupu za wspomnianą pańszczyznę, co zakończyło się interwencją komornika, która jednak z powodu panującej biedy niewiele wniosła.
W czasie powstania styczniowego w 1863 w Szańcu doszło do potyczki oddziału powstańczego z oddziałem dragonów rosyjskich. Oddział furażerów został wysłany w celu zdobycia zaopatrzenia dla wojsk powstańczych dowodzonych przez gen. Mariana Langiewicza, stacjonujących pod Grochowiskami.
W 1864 cesarz Aleksander II Romanow wydał dekret o uwłaszczeniu włościan w Królestwie Polskim. Na mocy tego dekretu zniesiono pańszczyznę a wieś Szaniec i Szaniec Poduchowny vel Wymysłów stały się własnością jej mieszkańców, czyli włościan. Dotychczasowemu ich właścicielowi, czyli dziedzicowi pozostały jeszcze na własność 4 folwarki zwane, Szaniec, Janów, Nowy Folwark i Józefów vel Kameduły posiadające łączny obszar 2460 morgów ziemi według danych z 1885.
Kolejne zmniejszenie areału ziemi posiadanego przez dwór, nastąpiło z racji serwitutów ciążących na ziemi dworskiej. W zamian za rezygnację z tej uciążliwej służebności mieszkańcy wsi Szaniec, Wymysłów i Zwierzyniec otrzymali ekwiwalent w postaci dość dużych nadziałów ziemi. To właśnie za rezygnację z serwitutów mieszkańcy wsi Zwierzyniec otrzymali nadział ziemi liczący 70 morgów 149 prętów w polu dworskim zwanym „Pod Nartami”. Ostatnimi mieszkańcami dworu w Szańcu w okresie dwudziestolecia międzywojennego była rodzina Nowakowskich, nie licząc administracji niemieckiej w czasie okupacji.
W tym też czasie, czyli okresie II wojny światowej we wsi Szaniec powstały dwie placówki organizacji podziemnych. Były to placówki Armii Krajowej i Batalionów Chłopskich.
Kwaterujący w Szańcu oddział Armii Krajowej w czasie przemarszu w rejon koncentracji wyznaczony w miejscowości Janina stoczył potyczkę z kolumną niemiecką pod Zwierzyńcem. 
Pod koniec 1944 we wsi Szaniec mieścił się sztab XLVIII Korpusu Pancernego armii niemieckiej.
W 1986 utworzono Szaniecki Park Krajobrazowy, obejmujący obszary o wysokich walorach krajobrazowo-przyrodniczych w rejonie miejscowości: Stawiany, Szaniec, Młyny, Szczaworyż i Kików.

### Szaniec Poduchowny vel Wymysłów
Wymysłów, stanowiący obecnie przysiółek wsi Szaniec, w przeszłości był odrębną wsią. Pierwszy raz jego nazwa pojawia się w źródłach w 1762. W 1840 wieś liczyła 15 zagrodników, czyli rolników i była własnością kościoła w Szańcu. W czasie spisu przeprowadzonego w 1918 wieś liczyła 34 domy i 181 mieszkańców. Natomiast w czasie PRL następowało powolne, ale stałe wyludnianie wsi. U schyłku PRL-u dokonano elektryfikacji przysiółka, jednak nie zahamowało to upadku wsi, która w najgorszym swoim okresie liczyła już tylko 7 domów. Obecnie nastąpił nieznaczny rozwój, w 2010 przysiółek połączono drogą asfaltową z wsią Zwierzyniec.

## Zabytki

### Kościół parafialny

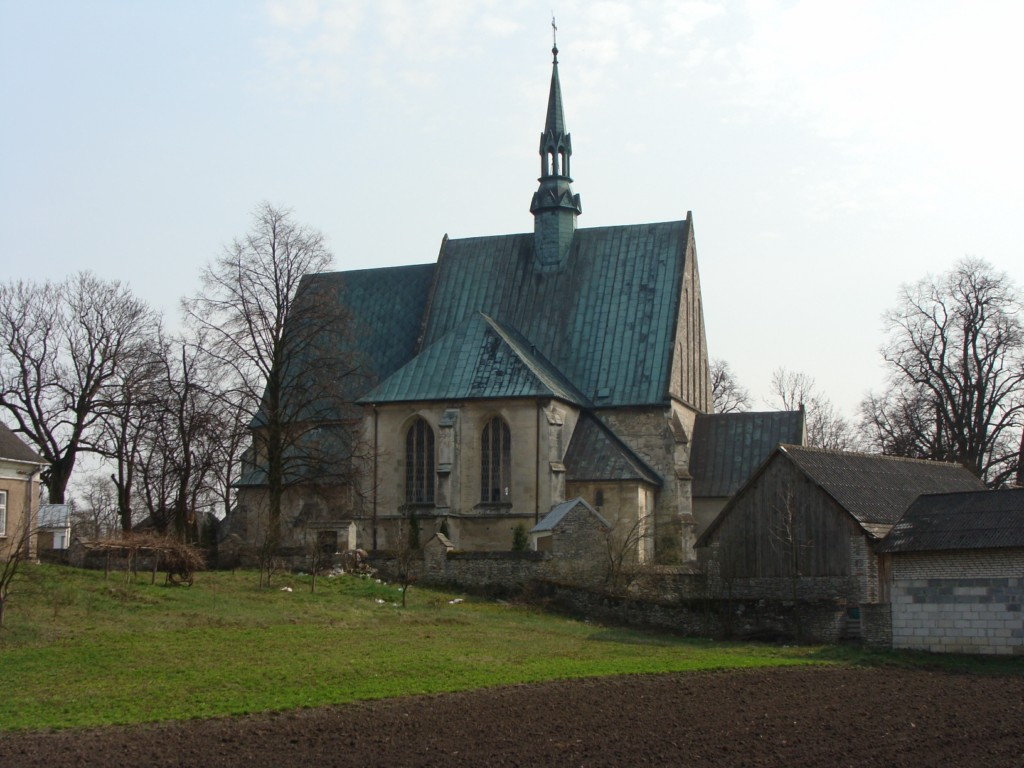
Kościół w Szańcu przed przeprowadzonym remontem, widok od strony północnej

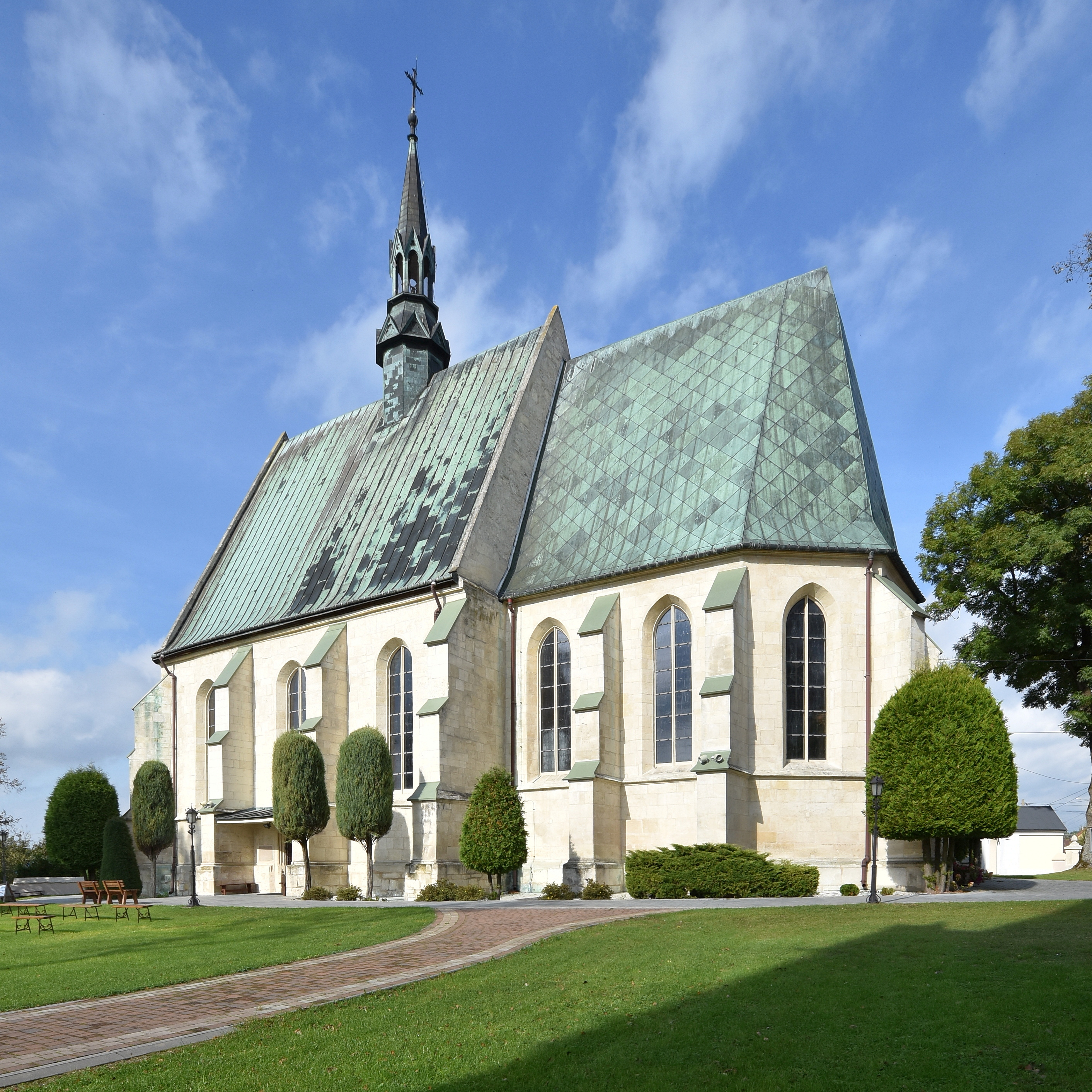
Kościół w Szańcu

Kościół w Szańcu istniał już z pewnością na początku XIV w., źródła bowiem wspominają tutejszych duchownych, w tym plebana. Także w 1470 Jan Długosz w Liber beneficiorum pisze o kamiennym kościele znajdującym się tutaj. Nic bliższego jednak o tamtej budowli nie wiemy.
Obecny kościół ufundował w końcu XV w. biskup kujawski i kanclerz koronny Krzesław z Kurozwęk. Budowa rozpoczęta została ok. 1480, konsekrowano świątynię w 1499. W XVI w. dobudowano do świątyni zakrystię. W czasie potopu kościół musiał być zniszczony, bowiem odnaleziono tablicę zawierającą informację o ponownej konsekracji w 1662. W 1863 powstała kruchta północna, zaś w 1914 zachodnia.
Świątynia, nosząca wezwanie Wniebowzięcia Najświętszej Marii Panny, składa się z korpusu nawowego oraz prezbiterium oraz kilku przybudówek. Jest opięta przyporami, na elewacjach znajdują się gotyckie gzymsy. Szczyt fasady zachodniej wypełniają blendy. Od południa do nawy prowadzi piękny gotycki portal, schodkowy z laskowaniem. Także od południa na jednej ze szkarp znajduje się zegar słoneczny z datą 1599, być może jednak stanowi on falsyfikat (jest młodszy).
Korpus jest dwunawowy (co w końcu XV w. można już uważać za anachronizm), tworzy halę trójprzęsłową, wspartą na dwóch ośmiobocznych filarach. W zwornikach oraz w arkadzie tęczy umieszczono herby Poraj i Łabędź. Nad chórem muzycznym znajduje się wyróżniający się pośród innych okien okulus podzielony na czworo kamiennym krzyżem. W bocznym ołtarzu znajduje się obraz Franciszka Smuglewicza przedstawiający św. Stanisława. Od północy do korpusu przylega kaplica, dwuprzęsłowa, otwarta do środka dwiema ostrołukowymi arkadami wspartymi na ośmiobocznym filarze. Prezbiterium jest węższe od korpusu nawowego, jednoprzęsłowe, zamknięte wielobocznie. Na bokach ołtarza miały się znajdować inskrypcje mówiące o fundacji Krzesława z Kurozwęk (Krzesław ecclesiam a se elegantissime edificatam et omnia altaria in eodem dedicavit et consecravit, apparatuque eleganti pro cultu divino auxit, imaginisque et picturis exornavit ac proventibus dotavit). Od północy przylegają do prezbiterium zakrystia i skarbczyk. Do zakrystii wejście prowadzi przez portal ostrołukowy z ciekawymi, krzyżującymi się laskami. Cała świątynia (z wyjątkiem zakrystii) posiada sklepienia krzyżowo-żebrowe.
W świątyni ma się znajdować rzeźba Matki Boskiej z Dzieciątkiem z I połowy XV w., a więc starsza od obecnego kościoła. Z kolei w kaplicy cmentarnej ma znajdować się krucyfiks z tęczy kościelnej, pochodzący z XVI w., a także rzeźby aniołów, które pierwotnie znajdowały się w nieistniejącym kościele kamedułów.
W ścianę kościoła wmurowano dwie tablice pamiątkowe. Jedna poświęcona jest powstańcom poległym w 1863 r. w bitwie pod Grochowiskami a druga członkom Batalionów Chłopskich z gminy Szaniec.
W 1956 kościół został wpisany do rejestru zabytków nieruchomych (nr rej.: A-37 z 18.10.1956, z 4.01.1957 i z 21.02.1966).

### Dwór

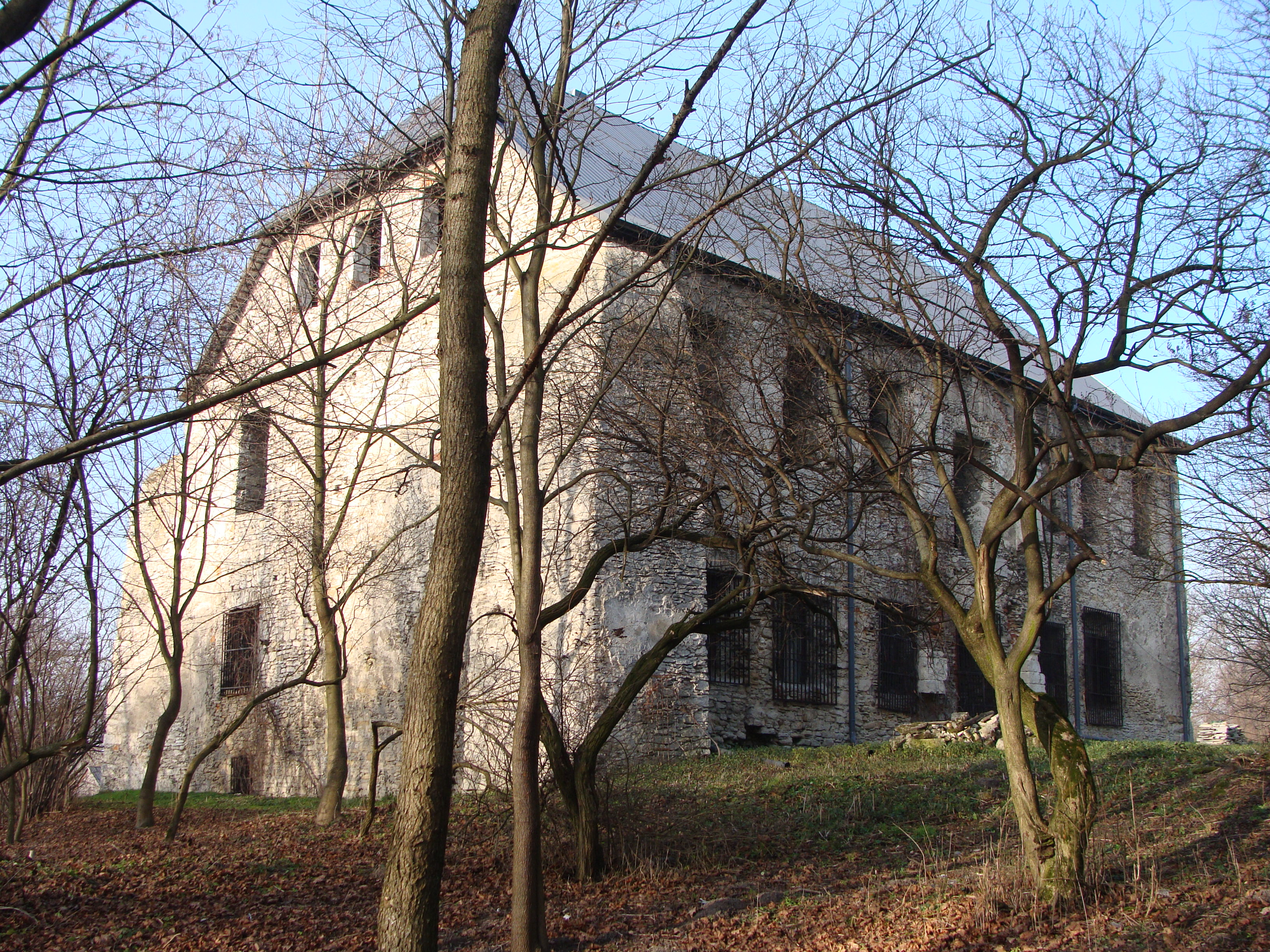
Dwór renesansowy w Szańcu

Dwór szaniecki, którego ruina (zwana „Murowańcem”) zachowała się we wsi, został zbudowany najprawdopodobniej w latach 1580-1609 przez rodzinę Padniewskich. Rzadko we dworze mieszkali dziedzice, częściej dzierżawcy lub administratorzy, szczególnie kiedy majątek włączono do ordynacji Myszkowskich. Renesansowy, ale wykorzystano przy nim elementy wcześniejszej budowli, gotyckiej. Według tradycji pełnić miał kiedyś funkcję zboru ariańskiego (według dokumentu z 1840 był kościołem ariańskim, cyt. kościół aryański przez pożar ognia zniszczony). Około 1815 opustoszał, odtąd w ruinie.
Na początku XIX w. zbudowany został w pobliżu na potrzeby Jana Olrycha Szanieckiego, który przejął majątek na własność, typowy dworek szlachecki, pokryty gontem i liczący osiem pokojów. Pozostały jednak po nim tylko fundamenty, zniszczeniu uległy także inne budynki dworskie.
W 1956 dwór został wpisany do rejestru zabytków nieruchomych (nr rej.: A-39 z 18.10.1956 i z 22.06.1967).

### Cmentarz

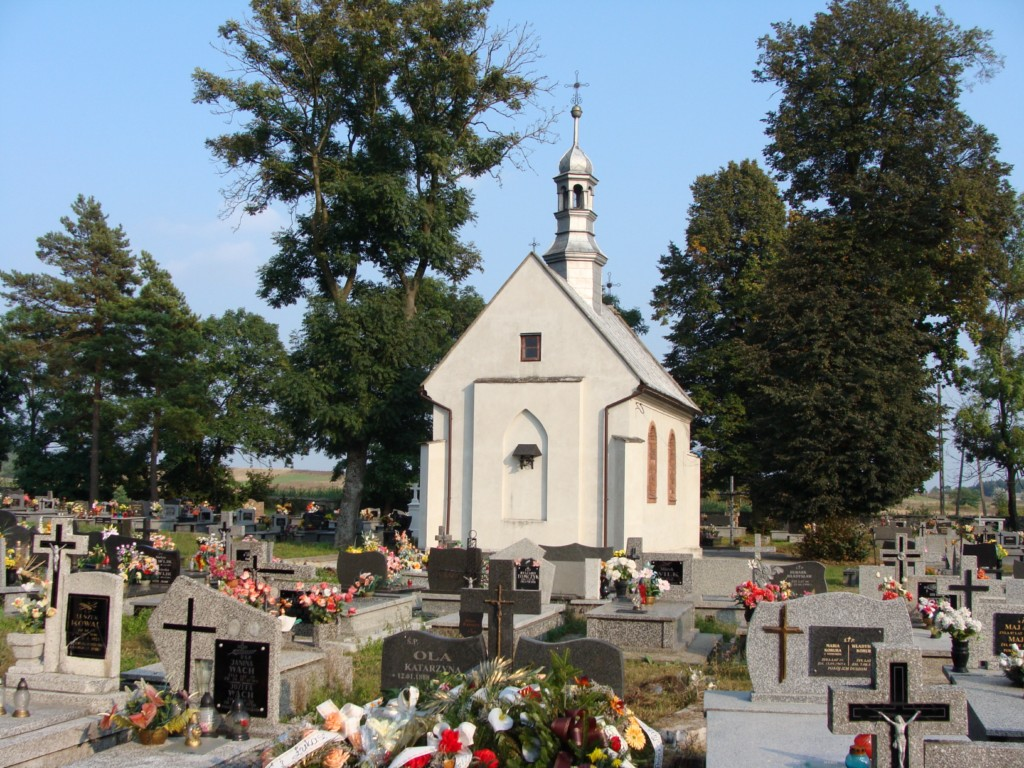
Kaplica na cmentarzu w Szańcu

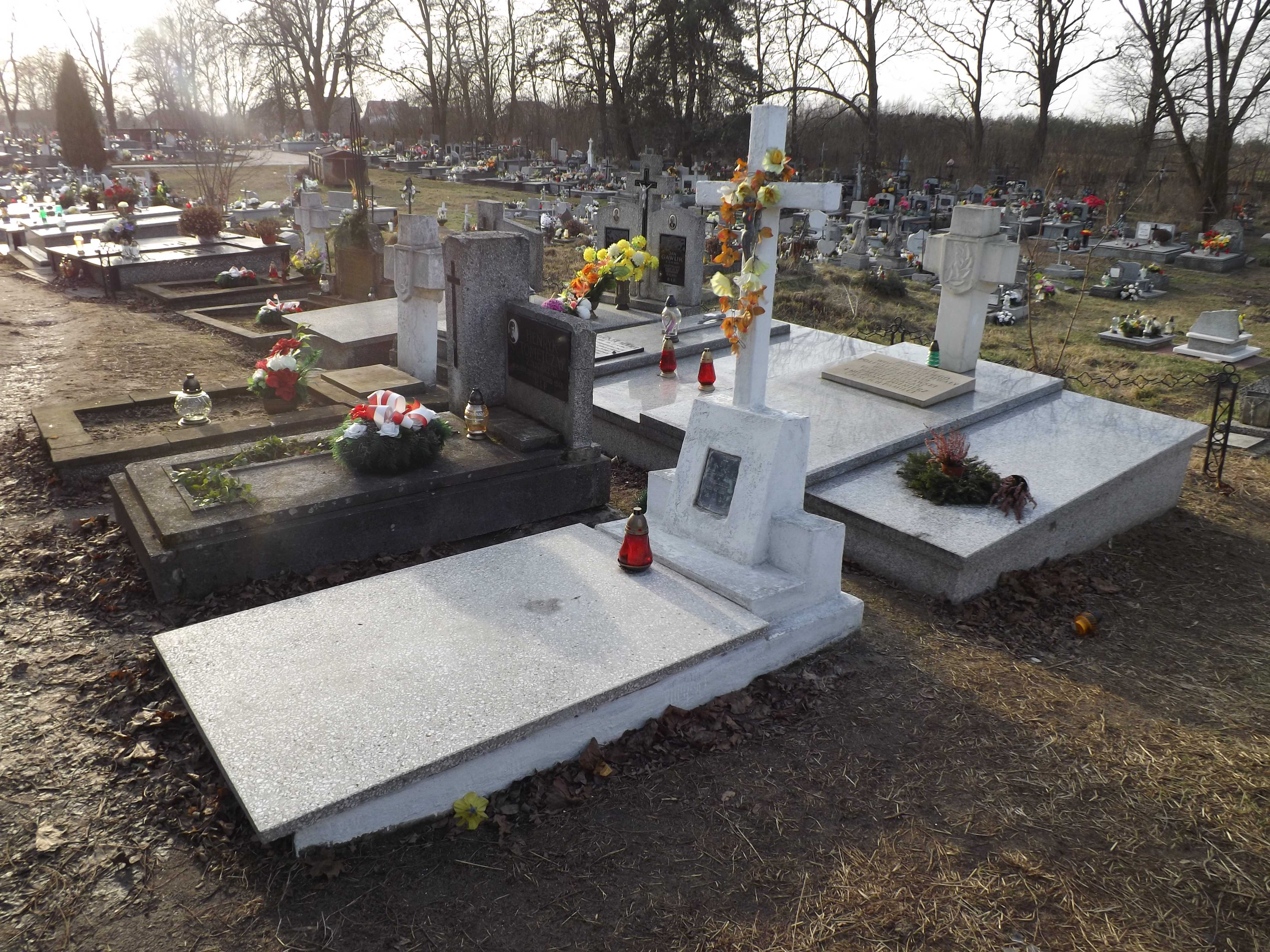
Sektor dla żołnierzy i partyzantów. Na pierwszym planie grób Szczepana Koruby

Cmentarz w Szańcu położony jest od północnej strony wsi, przy drodze do miejscowości Młyny. W połowie XIX w. został opasany murem kamiennym. W centrum zbudowano w 1876 kaplicę cmentarna w podziemiach której chowano co znaczniejszych parafian. Wśród nich prawdopodobnie spoczywa Ryszard Oksza Gosławski. Na ścianie zewnętrznej tuż nad drzwiami umieszczono napis „Requiescat in pace” oraz wspomnianą wyżej datę budowy.
W 1958 kaplica została wpisana do rejestru zabytków nieruchomych (nr rej.: A-38 z 3.12.1958).
Na cmentarzu zachowało się kilka nagrobków z XIX w., między innymi: księdza Mateusza Świątkiewicza, właściciela folwarku w Galowie Arkadego Plenkiewicza, organisty Feliksa Śmigielskiego i byłego wojskowego Grzegorza Wacha. Na cmentarzu spoczywają również żołnierze wojska polskiego polegli w bitwie pod Broniną oraz partyzanci Batalionów Chłopskich i Armii Krajowej. Wśród partyzantów, między innymi: Szczepan Koruba, Tytus Ciepliński i Franciszek Majcher.

## Osoby związane z Szańcem
- Jan Olrych Szaniecki – właściciel Szańca, minister sprawiedliwości w Rządzie Narodowym w czasie powstania listopadowego.
- Stefan Bidziński (zm. 1704) – wojewoda sandomierski, oficer wojsk polskich.
- Felicja Śledź – polska działaczka rewolucyjna i niepodległościowa.